# Fontenay (Vosges)
Fontenay je francouzská obec v departementu Vosges v regionu Grand Est. V roce 2013 zde žilo 521 obyvatel.

## Poloha
Sousední obce jsou: Aydoilles, Dompierre, Girecourt-sur-Durbion, Méménil a Le Roulier.

## Vývoj počtu obyvatel
Počet obyvatel